# Конституция на Чехия
Сегашната Конституция на Чехия е приета на 16 декември 1992 година, като по нея са правени 8 поправки – през 1997, 2000, две през 2001, 2002, 2009, 2012 и 2013 г.

## Структура
Конституцията на Чехия е съставена от преамбюл и 8 глави, като основните държавни отношения са уредени в 113 члена.
Глава I – Основни разпоредби (Хартата за права и свободи, изработена през 1991 г., се прилага със същата сила, с която и Конституцията на страната)
Глава II – Законодателна власт (двукамарен парламент)
Глава III – Изпълнителна власт (президент и правителство)
Глава IV – Съдебна власт (тук е включен и Конституционният съд)
Глава V – Върховният офис за одити
Глава VI – Чешката национална банка
Глава VII – Териториално самоуправление
Глава VII – Преходни и заключителни разпоредби